# Adiantum crespianum
Adiantum crespianum är en kantbräkenväxtart som beskrevs av Bosco. Adiantum crespianum ingår i släktet Adiantum och familjen Pteridaceae. Inga underarter finns listade.